# Galleri Image
Galleri Image er et galleri for fotografi i Vestergade i Aarhus, galleriet blev stiftet i 1977, som det første af sin art i Norden og var i flere år tilmed det eneste af sin art i Danmark. 